# Coppa Italia Lega Nazionale Pallacanestro 2005-2006
La Coppa Italia Lega Nazionale Pallacanestro 2005-2006 è stata organizzata per squadre di Serie B d'Eccellenza, B2 e C1.

## Serie B d'Eccellenza
Nuova formula a partire da quest'anno, si comincia con la summer cup a fine agosto. Vi partecipano tutte e 32 le squadre iscritte al campionato. Dagli 8 gironi eliminatori (creati su base regionale) escono le 8 squadre che si sfideranno nelle final eight di Atri, in programma tra 23 ed il 25 settembre 2005. Le 2 squadre finaliste parteciperanno alle final-four di lega B1 (winter cup) insieme alle prime classificate, al termine dei gironi d'andata. Pesaro è stata designata per l'organizzazione delle finali di Coppa Italia LNP. Oltre alla coccarda per la B1 c'è infatti in palio il titolo di B2 e di C1. Gli incontri si sono svolti presso l'Adriatic Arena.

### Summer cup
Dopo i gironi di qualificazione, sono ammesse alla fase finale della "Summer cup":
- Everlast Firenze
- Igea Sant'Antimo
- Scavolini Pesaro
- UCC Casalpusterlengo

- Cartiere Riva del Garda
- Robur et Fides Varese
- Confcommercio Patti
- Vanoli Soresina

|  | Quarti di finale | Quarti di finale        | Quarti di finale      |                  |    | Semifinali       | Semifinali | Semifinali |  |  | Finale | Finale          | Finale |
|  |                  |                         |                       |                  |    |                  |            |            |  |  |        |                 |        |
|  | 1                | Igea Sant'Antimo        | 81                    |                  |    |                  |            |            |  |  |        |                 |        |
|  | 8                | Everlast Firenze        | 67                    |                  |    |                  |            |            |  |  |        |                 |        |
|  | 8                | Everlast Firenze        | 67                    |                  |    | Vanoli Soresina  | 73         |            |  |  |        |                 |        |
|  |                  |                         |                       |                  |    | Vanoli Soresina  | 73         |            |  |  |        |                 |        |
|  |                  |                         | Igea Sant'Antimo      | 62               |    |                  |            |            |  |  |        |                 |        |
|  | 4                | Vanoli Soresina         | Igea Sant'Antimo      | 62               | 83 |                  |            |            |  |  |        |                 |        |
|  | 4                | Vanoli Soresina         |                       |                  | 83 |                  |            |            |  |  |        |                 |        |
|  | 5                | Confcommercio Patti     | 72                    |                  |    |                  |            |            |  |  |        |                 |        |
|  |                  |                         |                       |                  |    |                  |            |            |  |  |        | Vanoli Soresina | 85     |
|  |                  |                         |                       | Scavolini Pesaro | 79 |                  |            |            |  |  |        |                 |        |
|  | 3                | Scavolini Pesaro        | 76                    |                  |    |                  |            |            |  |  |        |                 |        |
|  | 6                | UCC Casalpusterlengo    | 68                    |                  |    |                  |            |            |  |  |        |                 |        |
|  | 6                | UCC Casalpusterlengo    | 68                    |                  |    | Scavolini Pesaro | 72         |            |  |  |        |                 |        |
|  |                  |                         |                       |                  |    | Scavolini Pesaro | 72         |            |  |  |        |                 |        |
|  |                  |                         | Robur et Fides Varese | 58               |    |                  |            |            |  |  |        |                 |        |
|  | 2                | Robur et Fides Varese   | Robur et Fides Varese | 58               | 94 |                  |            |            |  |  |        |                 |        |
|  | 2                | Robur et Fides Varese   |                       |                  | 94 |                  |            |            |  |  |        |                 |        |
|  | 7                | Cartiere Riva del Garda | 88                    |                  |    |                  |            |            |  |  |        |                 |        |

### Winter cup
| Pesaro 11 aprile 2006 | Scavolini Pesaro | 73 – 66 referto | Vanoli Soresina | Adriatic Arena |

## Serie B2

### Finale
| Pesaro 12 aprile 2006 | Robur et Fides Varese | 76 – 74 referto | Corno di Rosazzo | Adriatic Arena |

## Serie C1

### Finale
| Pesaro 12 aprile 2006 | Touch Down Bernalda | 86 – 83 referto | Salus Bologna | Adriatic Arena |

## Verdetti
- Vincitrice della Coppa Italia di B d'Eccellenza: Scavolini Pesaro
- Vincitrice della Coppa Italia di B2: Robur et Fides Varese
- Vincitrice della Coppa Italia di C1: Cestistica Bernalda